# Isaak Komnenos Batatzes
Isaak Komnenos Batatzes (mittelgriechisch Ἰσαάκιος Κομνηνός Βατάτζης; † 1196 in Weliko Tarnowo) war ein byzantinischer General und Schwiegersohn des Kaisers Alexios III.

## Leben
Isaak war ein Großneffe von Kaiser Manuel I. und gehörte somit der Herrscherfamilie der Komnenen an. Vor 1190 heiratete er Anna Komnene Angelina, die zweitälteste Tochter von Alexios Angelos und Euphrosyne Dukaina Kamaterina. Als Alexios am 8. April 1195 seinen Bruder Isaak II. stürzte und als Alexios III. den Thron bestieg, avancierte Isaak Komnenos zum Sebastokrator und präsumtiven Thronfolger des söhnelosen Kaisers.
1196 führte Isaak Komnenos Batatzes im Auftrag seines Schwiegervaters einen Feldzug gegen die aufständischen Bulgaren und Kumanen, die bei einer Offensive an der Struma den General Alexios Aspietes besiegt und gefangen genommen hatten. Auch Isaak geriet bei Serres in einen Hinterhalt der Bulgaren; er wurde nach Tarnowo gebracht, wo ihn Zar Iwan Assen I. in Ketten legen ließ. In der Folge nur noch ein Spielball rivalisierender Mächte, starb Isaak Komnenos wenig später in der Kerkerhaft.
Isaaks Witwe Anna schloss 1199 eine zweite Ehe mit Theodoros Laskaris, der nach der Eroberung Konstantinopels durch die Kreuzfahrer 1204 im Exil das Kaiserreich Nikaia gründete. Ihre Tochter Theodora Angelina wurde 1197 die Ehefrau des nach Konstantinopel geflüchteten bulgarischen Usurpators Iwanko; nach dessen Tod (1200) heiratete sie den bulgarischen Warlord Dobromir Chrysos.